# Chrysotypus splendida
Chrysotypus splendida är en fjärilsart som beskrevs av W. Warren 1899. Chrysotypus splendida ingår i släktet Chrysotypus och familjen Thyrididae. Inga underarter finns listade i Catalogue of Life.